# Frente de Convergencia Nacional
Der Frente de Convergencia National ist eine guatemaltekische Partei. Sie stellte bis Januar 2020 mit Jimmy Morales den Staatspräsidenten.

## Geschichte
Die Partei wurde 2008 aus dem Umfeld der AVEMILGUA, einem Zusammenschluss ehemaliger Militärs und Veteranen des Bürgerkrieges gegründet. Einigen Mitgliedern werden Beteiligungen an Massakern an der indigenen Ixil-Bevölkerung vorgeworfen. Bei den Kongresswahlen 2011 erreichte die Partei 0,5 %. Bei den Wahlen 2015 bekam sie 9 % der Stimmen und 11 Sitze im Kongress. Zeitgleich wurde der populäre Fernsehkomiker Jimmy Morales zum Präsidenten gewählt.

## Ausrichtung
Die Partei bezeichnet ihre Ausrichtung als „christlich-nationalistisch“. Der FCN steht der evangelikalen christlichen Rechten nahe und übernimmt deren gesellschaftspolitische Vorstellungen über christlich-konservative Familienwerte, Verbot von Schwangerschaftsabbruch und „Prosperity Gospel“. Wirtschaftspolitisch wird ein neoliberales Konzept mit einem schlanken Staat und möglichst wenig sozialer Absicherung verfolgt. Die Partei gilt als pro-amerikanisch und hat, obwohl sich Jimmy Morales als „Anti-Etablishment-Kandidat“ präsentierte, den Rückhalt der staatlichen Eliten.